# 12252 Gwangju
12252 Gwangju è un asteroide della fascia principale. Scoperto nel 1988, presenta un'orbita caratterizzata da un semiasse maggiore pari a 3,1091877 UA e da un'eccentricità di 0,2364988, inclinata di 12,31655° rispetto all'eclittica.